# Politique à la Dominique
La politique en Dominique repose sur un modèle étatique de république parlementaire multipartite, où le président est le chef d'État et le Premier ministre le chef du gouvernement. Le pouvoir exécutif est exercé par le gouvernement tandis que le pouvoir législatif est partagé entre le gouvernement et le parlement. Le pouvoir judiciaire est indépendant des deux premiers. 
La Dominique devient indépendante du Royaume-Uni en 1978. 

## Pouvoir exécutif
| Fonction         | Nom               | Parti | Depuis         |
| ---------------- | ----------------- | ----- | -------------- |
| Présidente       | Sylvanie Burton   | DLP   | 2 octobre 2023 |
| Premier ministre | Roosevelt Skerrit | DLP   | 8 janvier 2004 |

Le président est élu par le parlement pour cinq ans. Il nomme le premier ministre, généralement le leader du parti majoritaire, et le reste du gouvernement sur conseil du premier ministre. Ce dernier ainsi que son gouvernement sont politiquement responsables devant le parlement, qui peut les démettre par un vote de défiance.

## Pouvoir législatif
L'Assemblée est un parlement monocaméral composé de 31 sièges, dont 21 sont pourvus au suffrage direct au scrutin uninominal majoritaire à un tour dans autant de circonscriptions. 9 autres membres, dits sénateurs, sont désignés par le Président de la Dominique dont 5 sur recommandation du Premier Ministre et 4 sur celle du Chef de l'opposition. Enfin les deux derniers sièges sont réservés au Procureur général et au Président de l'Assemblée qui en sont membres de droit s'ils ne sont pas déjà issus des rangs des parlementaires. La durée du mandat des 31 membres du parlement est de cinq ans, mais le premier ministre possède le pouvoir de dissoudre le parlement.

## Pouvoir judiciaire
Le système judiciaire dominiquais est largement inspiré de la Common law britannique. Le pays compte trois tribunaux, avec la Cour suprême de la Caraïbe orientale à Sainte-Lucie et le Privy Council en Grande-Bretagne comme instances de recours.